# ながてゆか
ながて ゆか（7月16日 - ）は、日本の漫画家。女性。愛知県出身。茨城大学教育学部美術科卒業。「凶刃」で講談社新人漫画賞に入選し、デビュー。代表作は『週刊少年マガジン』（講談社）に連載された「TENKAFUBU 信長」。劇画調の画風が特徴。
2015年3月連載開始の『ギフト±』よりナガテ ユカのペンネームを使用。以降、作風によってペンネームを使い分けるとしている。

## 略歴
大学在学中には約半年間、漫画家のアシスタントを務めていた。大学卒業直後に連載開始した「TENKAFUBU 信長」は、結果的に約2年間の連載となった。次の連載作品「PEAK」は短期で終了。
その後スランプに陥り、機会があって2003年からニューヨークに留学した。現地での漫画家活動のためのビザの取得が困難だったため、2006年に帰国。再び日本での漫画家活動を再開し、『週刊コミックバンチ』にて「北斗の拳」のトキを主人公にしたスピンオフ作品「銀の聖者 北斗の拳 トキ外伝」（原案：武論尊・原哲夫）の連載を始めた。

## 作品リスト

### 漫画
- 凶刃（1995年、週刊少年マガジン新人漫画賞入選、読み切り）
- TENKAFUBU 信長（『週刊少年マガジン』1996年23号 - 1998年6号連載。マガジンKC刊、全9巻）
- PEAK（原作:横山秀夫 『週刊少年マガジン』2000年35号 - 49号連載。マガジンKC刊、全2巻）
- 銀の聖者 北斗の拳 トキ外伝（原案：武論尊・原哲夫 『週刊コミックバンチ』2007年39号 - 2008年52号、バンチコミックス刊、全6巻）
- やいばのした（『週刊コミックバンチ』2009年52号、読み切り）
- 蝶獣戯譚（『週刊コミックバンチ』2010年21・22合併号 - 2010年39号連載。バンチコミックス刊、SPコミックスより新装版、共に全2巻）
- ミサキの境界線（ボーダーライン）（『週刊漫画ゴラク』2011年2月4日号、読み切り）
- 蝶獣戯譚II（『コミック乱』2011年5月号 - 2013年7月号連載。SPコミックス刊、全5巻）
- SILENCER（原作：史村翔 『ビッグコミックスペリオール』2012年16号 - 2014年9号。ビッグコミックス刊、全4巻）
- 蜂とロシアン・ルーレット（『ビッグコミックスペリオール』2015年3号、読み切り）
- ギフト±（『週刊漫画ゴラク』2015年4月3日号[5] - 2022年9月2日号[6]、ニチブンコミックス刊、全26巻、「ナガテユカ」名義[5]）
- ハボウの轍〜公安調査庁調査官・土師空也〜（『グランドジャンプ』2024年12号[7] - 、ヤングジャンプコミックス刊、既刊3巻）

### イラスト
- 愛される資格（作：樋口毅宏 週刊ポスト連載）